# TLX3
TLX3‏ (T cell leukemia homeobox 3) هوَ بروتين يُشَفر بواسطة جين TLX3 في الإنسان.

## الوظيفة
| الوظيفة الجزيئية                 | الشرح |
| -------------------------------- | --- |
| ربط معين بتسلسل DNA              | يتعرف على مواقع محددة على جزيئات دي إن إي وينظم معايرة التعبير الجيني lt3atg.com+10ar.wikipedia.org+10arz.wikipedia.org+10 |
| نقل و تنظيم عمل بوليميراز RNA II | يعمل كعامل نسخي يدعم بوليميراز II في بدء النسخ من المحفزات                                                                 |
| تنظيم عمليات نقل النسخ           | يشارك في التحكم الدقيق لعملية بدء النسخ والتنظيم السلبي/الإيجابي لبعض الجينات                                              |

وعلى مستوى الخلية والأنسجة، يلعب TLX3 أدوارًا في:
- تحديد مصير الخلايا العصبية وتنظيم الهجرة وتمايز خلايا الجهاز العصبي المركزي lt3academy.com+15ar.wikipedia.org+15arz.wikipedia.org+15
- نمو الأنسجة متعددة الخلايا والمشاركة في عمليات التبادل الغازي عبر السيطرة العصبية والتنفسية

## الأهمية السريرية
ارتبط TLX3 بنوع فرعي من لوكيميا الخلايا التائية الحادة (T‑ALL)، خاصة عبر حدوث إعادة ترتيب كروموسومي t(5;14) الذي يؤدي إلى إفراط التعبير عن الجين. وجود TLX3 يشير غالبًا إلى تشخيص فرعي مختلف وغالبًا ما يرتبط بنبؤة أسوأ في المرض